# Iglesia de San Gil (Cuéllar)

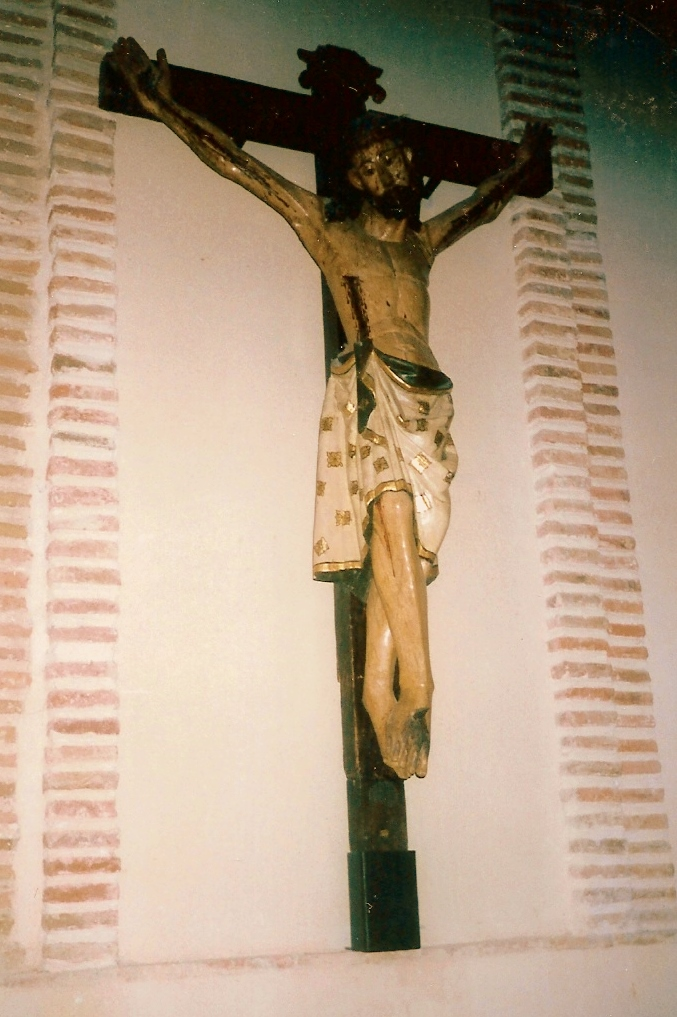
Imagen del Cristo de San Gil, procedente de la iglesia de su nombre.

La iglesia de San Gil fue un templo de culto católico bajo la advocación de San Gil Abad ubicado en la villa segoviana de Cuéllar (Castilla y León). 

## Descripción
Situada en la explanada que actualmente se denomina plaza de San Gil, en la parte alta de la villa, cercana a la puerta de la Judería. Debió surgir hacia el siglo XII, y formaría parte del amplio conjunto de arquitectura mudéjar de Cuéllar. En el año 1642 dejó de existir como parroquia, y se anexionó a la vecina iglesia de San Martín, que absorbió su feligresía, su actividad religiosa y sus enseres y ornamentos para el culto, entre los que destaca el Cristo de San Gil (que debía presidir el templo) que se venera en la actualidad en la iglesia de San Andrés, y forma parte de los desfiles procesionales de la Semana Santa en Cuéllar.
El edificio fue demolido en el siglo XVII, por lo que no queda vestigio alguno del mismo.